# マキ (ファイナルファイト)
マキ（MAKI）は、カプコンのベルトスクロールアクションゲーム『ファイナルファイト2』などに登場する架空の人物。本名は源柳斎 真紀（げんりゅうさい まき）。

## 概要
『ファイナルファイト2』（以下『FF2』と表記）で初登場するプレイヤーキャラクターの1人で、同作品での主人公。前作『ファイナルファイト』のガイに相当するスピードタイプのキャラクターである。
1996年に『ストリートファイターZERO2』のコミカライズ作品『さくらがんばる!』にゲスト出演し、2001年には『CAPCOM VS. SNK 2 MILLIONAIRE FIGHTING 2001』（以下『CAPCOM VS. SNK 2』と表記）で対戦型格闘ゲームのプレイヤーキャラクターとして登場する。また、その際に新規加入したキャラクターのうち『ストリートファイター』シリーズのキャラクターであるイーグル、ユンと共に『ストリートファイターZERO3』（以下『ZERO3』と表記）のゲームボーイアドバンス用ソフト『ZERO3↑』（アッパー）に登場。さらにPlayStation Portable用の『ZERO3↑↑』（ダブルアッパー）では個別エンディングが追加されている。

## キャラクターの設定
ハガー・コーディー・ガイの三人によって壊滅させられた犯罪組織「マッドギア」の残党により誘拐された、父と姉の麗奈（レナ）を救うべくマッドギアに立ち向かう。年齢は20歳（『FF2』当時）。
『FF2』の設定では、父・源柳斎はガイの忍術の師匠であり、姉のレナはガイの婚約者である。後の『ストリートファイターZERO』（以下『ZERO』と表記）の設定ではガイの師匠は是空（ゼクウ）であり、『CAPCOM FIGHTING Jam』のオフィシャルコンプリートガイドでは源柳斎は武神流宗家とされ、ガイと同じくマキもゼクウに師事していたと語られる。UDON刊の書籍『STREET FIGHTER: WORLD WARRIOR ENCYCLOPEDIA』では、源柳斎が第37代伝承者かつ是空の前任者とされ、彼もガイに武神流の修行を施したとされている。
かなり気が強く、女扱いされることを嫌う。学生時代は暴走族のヘッドを張っていた。同門のガイとは、幼馴染で想いを寄せていたが、性格が災いして素直に気持ちを伝えたことは無い。キャラクターデザインを担当したあきまんはレディース風にデザインしており、西村キヌが『CAPCOM VS. SNK 2』でイラストを描いた際もそれに倣っている。
『CAPCOM VS. SNK 2』では、父・源柳斎の死を契機に、正統継承者の座を巡ってガイを探すために大会に参加する。しかし、この大会にガイの姿は無く、空振りに終わったことが語られる。試合を面倒くさい物と捉えているようで、無気力無関心な台詞が多く、春麗には警察の権力で優勝させようと無茶を言う。また対戦前のキャラクター同士の掛け合いが藤堂竜白、山崎竜二との間に存在する。開発当初は『エイリアンVSプレデター』のリン・クロサワが版権の都合で出せないということで、見た目がマキで技がリンというキャラクターにする案もあったが、最終的に『FF2』のマキとして登場することになった。
『ZERO3↑』および『ZERO3↑↑』では、武神流の後継者の地位を得るためにガイの行方を捜しており、こちらでは実際にガイと相まみえることとなる。また対戦前のキャラクター同士の掛け合いがロレントとの間に存在する。
『FF2』では落ち着いた口調で一人称は「わたし」だが、『FF2』と同時期に発売された同作の『カードダス』では荒れた口調になっている。『さくらがんばる!』や対戦型格闘ゲームでも同様に荒れた口調で一人称は「あたし」に変更されている。

## ゲーム上の特徴
『FF2』においては前作のガイに相当する身軽なキャラクターで、素早さと手数で攻める戦法が得意。
『CAPCOM VS. SNK 2』などの対戦型格闘ゲームにおいては、「疾駆け」や「八艘脚」から派生する技やスピードで敵を翻弄するキャラクター。『ZERO』シリーズのガイと同じく「武神獄鎖拳」や「武神獄鎖投げ」などを使う。
『FF2』では普段は素手で戦うが、得意武器のトンファーを拾って使うと素早く振れる。対戦型格闘ゲームではトンファーを常備している（漫画『さくらがんばる!』でも同様）。
体力ゲージを減らして使う「烈風脚」という対戦型格闘ゲームでは他に類がない技を使う。これは『ファイナルファイト』シリーズのシステムである「メガクラッシュ」を再現したもので、体力を消費する代わりに確実に周囲の敵を吹き飛ばすことができる。ガイの「武神獄鎖拳」、コーディーの「ファイナルデストラクション」（「パンチはめ」の再現）と同様に、出身ゲームのシステムをキャラクターの個性に取り入れた特徴である。

## 技の解説
ガイの同門であるため、技のいくつかはガイと共通している。

### ファイナルファイト2
前作『ファイナルファイト』でのガイとほとんど同じ感覚で使える。

#### 通常連続技
ジャブ×2→ストレート→肘打ち→垂直跳びキック（フィニッシュ）
敵を攻撃ボタンで連続して殴ると、この連係攻撃が出る。

#### 特殊技
フライングエルボー
肘を出しつつ飛び込む技。ガイの「肘落とし」と実質的同技。その後、地上技へつなぐことができる。
三角跳び（さんかくとび）
画面端に壁がある場合に限り使用できる。ガイの使う同技と同じであるが、違いは三角跳び後の蹴りは自動で出る（ガイは、その後で攻撃ボタンを押さないと出ない）。

#### 投げ技
人投げ（ひとなげ）
いわゆる背負い投げ。投げ飛ばした敵で、他の敵を巻き込むことができる。
膝蹴り（ひざけり）
最大で3発まで出せる掴み技。

#### メガクラッシュ
烈風脚（れっぷうきゃく）
地面に手を置き、その場で回転しながら蹴りを繰り出す。バイタリティを少し消耗するが、技中は完全無敵であるため不利な状況から瞬時に体勢を立て直せる。

### CAPCOM VS. SNK 2 /ストリートファイターZERO3

#### 特殊技
武神獄鎖拳（ぶしんごくさけん）
決まった組み合わせの通常技がつながる。『FF2』の通常連続技を再現したものだが、フィニッシュ部分がガイと同じ武神流回し蹴りの動作になっている。
武神獄鎖投げ（ぶしんごくさなげ）
「武神獄鎖拳」の締めが投げになった技。
肘落とし（ひじおとし）
空中から出す肘打ちで、ガイの同名の技と同じ。

#### 投げ技
猪狩（いがり）
相手を掴んて肘打ちを入れたあと、蹴り上げる。
膝かまし（ひざかまし）
相手を掴んで膝蹴りを連続で入れて、最後に蹴り上げる。
（名称不明）
『ZERO3』で使用する空中投げ。ガイの「イズナ落とし」と同様に、相手を空中で掴んで反転して投げ落とす。

#### 必殺技
拳コ（げんこ）
ふりかぶって大振りのパンチを打ち下ろす技。
疾駆け（はやがけ）
ガイの同名の技と同じ。前方に向かってダッシュを開始し、発動中に追加入力することで以下の技に派生するほか、「逆疾駆け」にも派生可能。なお、各派生技には個別の技名称は設定されていない。
- 弱 - その場で停止する。
- 中 - ガイの「影すくい」に該当する。相手の足下を狙う下段判定のスライディングキックの後に相手を投げる。ロック系打撃扱い。
- 強 - ガイの「首狩り」に該当する。中段判定の飛び後ろ回し蹴りの後に相手を投げる。ロック系打撃扱い。

逆疾駆け（さかはやがけ）
後方に向かってダッシュする技で追加入力することで以下の技に派生するが、いずれも攻撃技ではない。また「疾駆け」にも派生可能。
- 弱 - その場で停止する。
- 中 - 前方に大きくジャンプする。
- 強 - 後方に大きくジャンプする。

八艘脚（はっそうきゃく）
画面端に向かってジャンプし、跳ね返ってさらに高くジャンプする、いわゆる三角飛び。追加入力するボタンの種類に応じ、軌道や攻撃方法が多彩に変化させられる。
- 弱パンチ：前方にジャンプする。
- 中パンチ：近距離の相手を捕まえて投げる。
- 強パンチ：遠距離の相手を捕まえて投げる。
- 弱キック：跳ね返らず、その場で垂直落下する。
- 中キック：近距離に飛び蹴りを放つ。
- 強キック：遠距離に飛び蹴りを放つ。

烈風脚（れっぷうきゃく）
『FF2』の「メガクラッシュ」の再現。トンファーを地面に突いて回転蹴りを行う。少し体力を消費する（『ZERO3↑↑』では体力を消費しない）が、完全無敵状態で近くの相手を転ばせられる。
ZEROカウンターの動作も、この技になっている（『ZERO3↑↑』のV-ISM版ZEROカウンターは立ち強パンチの動作になっている）。
天狗倒し（てんぐたおし）
空中コマンド投げ。地上の相手には決めることができない。ガイの「武神イズナ落とし」に似た技で、相手を画面端にぶつけてから地面に叩き落とす。

#### スーパーコンボ
武神剛雷破（ぶしんごうらいは）
トンファーを使って連続的に打撃を繰り出し、垂直飛び蹴りで締める技。レベルが上がるごとにトンファーの攻撃は複雑な動きのものが増えていく。最後の垂直飛び蹴りは『FF2』での連続攻撃の再現。X-ISM対応のスーパーコンボでもある。
鉄心崩（てっしんほう）
コマンド入力すると「疾駆け」を出し、さらにキックボタンを押すことで強力な横蹴りを繰り出す。LV3（MAX）版では最後に「拳コ」で追撃する。当たれば空中の敵にも連続ヒットさせられる。
戯天狗（あじゃらてんぐ）
コマンド投げ。「天狗倒し」のパワーアップ版で、こちらは地上でもきめることが可能。
空中戯天狗（くうちゅうあじゃらてんぐ）
コマンド投げ。「戯天狗」の空中版。

## 登場作品
- ファイナルファイト2
- CAPCOM VS. SNK 2 MILLIONAIRE FIGHTING 2001
- ストリートファイターZERO3↑ - GBA版のみに隠しキャラクターとして登場する。
  - ストリートファイターZERO3↑↑（PSP）
- SNK VS. CAPCOM 激突カードファイターズシリーズ - 『2』以降の作品でキャラクターカードとして登場している。